# Greenfield (Tennessee)
Greenfield è un comune degli Stati Uniti d'America, situato nello Stato del Tennessee, nella Contea di Weakley.